# Ulaanbatar Mazaalai
L'Ulaanbatar Mazaalai è una società calcistica con sede nella città di Ulan Bator, in Mongolia. Milita nella Niislel League, la massima serie del campionato mongolo. I colori sociali sono il giallo e il nero. Disputa le partite casalinghe nell'MFF Football Centre, a Ulan Bator. Ha vinto una Coppa di Mongolia nel 2005.

## Palmarès

### Competizioni nazionali
- Coppa di Mongolia: 1

2005